# Jamshedji Framji Madan
Jamshedji Framji Madan (Bombay, 27 aprile 1857 – 28 giugno 1923) è stato un produttore cinematografico e produttore teatrale indiano.
Professionalmente noto come J. F. Madan, fu un pioniere nell'industria cinematografica indiana, distribuendo e producendo film ed eventi teatrali. Accumulò il suo patrimonio nella scena del distretto del teatro Parsi di Bombay begli anni novanta dell'Ottocento, quando era proprietario di due teatri. Si trasferì a Calcutta nel 1902 dove fondò l'Elphinstone Bioscope Company e cominciò a produrre film muti, come nel 1905 Bengal Partition Movement di Jyotish Sarkar. Espanse il suo impero quando comprò i diritti per le produzioni Pathé Frères. Finanziò poi Satyavadi Raja Harishchandra, il primo film girato a Calcutta, nel 1917 e Bilwamangal nel 1919.
La Elphinstone si fuse con la Madan Theatres Limited nel 1919, facendo sì che venissero trasposte a teatro molte opere letterarie del Bengali. Madan Theatres fu un'istituzione nel mondo teatrale indiano tra gli anni venti e gli anni trenta.